# 東朗梅多 (麻薩諸塞州)
東朗梅多（英語：East Longmeadow）是一個位於美國麻薩諸塞州漢登縣的城市。

## 人口
根據2020年美國人口普查的數據，東朗梅多的面積為33.70平方千米，當中陸地面積為33.60平方千米，而水域面積為0.10平方千米。當地共有人口16430人，而人口密度為每平方千米488人。